# Rhithrogena gaspeensis
Rhithrogena gaspeensis är en dagsländeart som beskrevs av Mcdunnough 1933. Rhithrogena gaspeensis ingår i släktet Rhithrogena och familjen forsdagsländor. Inga underarter finns listade i Catalogue of Life.